# Kul Šerifova mešita
Kul Šerifova mešita (tatarsky Кол Шәриф мәчете, rusky Мечеть Кул-Шариф) je mešita v areálu Kazaňského kremlu, hlavní chrámová mešita republiky Tatarstán i Kazaně. Vystavěna byla v letech 1996-2005 jako náhrada hlavní mešity Kazaňského chanátu, která byla zničena roku 1552 při útoku vojsk Ivana IV. Hrozného na Kazaň. Jedním z velitelů obrany města byl tehdy imám Kul Šerif, významný tatarský náboženský činitel, jehož jméno současná stavba nese.

## Výstavba
Přípravou projektu mešity byl na základě výběrového řízení pověřen kolektiv architektů Latynova, Safronova, Sattarova a Sajfullina. Náklady na výstavbu dosáhly asi 400 milionů rublů a většina této sumy byla uhrazena z darů více než 40 tisíc občanů a organizací.
Ke slavnostnímu otevření došlo 24. června 2005 u příležitosti tisíciletého výročí založení Kazaně.

## Popis
Kul Šerifova mešita se nachází v západní části Kazaňského kremlu a je nepřehlédnutelnou dominantou města. Její kapacita činí asi 1700 věřících, náměstí před mešitou pojme ještě dalších 10 tisíc lidí.
Ačkoliv je označována za obnovenou původní hlavní mešitu Kazaňského chanátu, významného náboženského a kulturního centra středního Povolží v 16. století, nejedná se o kopii. Přesná podoba původní stavby totiž není známa, dochovaly se pouze kusé popisy.
Nejvyššími prvky mešity jsou čtyři minarety, které sahají do výše 58 metrů. 36 metrů vysoká a bohatě zdobená kupole má připomínat Kazaňskou korunu (dnes uložena v Moskevském kremlu), odznak moci posledního kazaňského chána Jadegara Mohammeda.
Architekti mešity vycházeli při projektování z místních stavitelských tradic – hlavním materiálem je bílý mramor a žula (dovezeny z Uralu), kupole a minarety mají střešní krytinu tyrkysové barvy. Interiér zdobí křišťálový lustr o průměru 5 metrů a váze téměř 2 tuny, vyrobený v Česku. Koberce darovala íránská vláda.
Uvnitř jsou dva balkóny pro návštěvníky, kteří si chtějí budovu pouze prohlédnout. Dále je zde knihovna, místnost pro provádění svatebních obřadů a pracovna imáma. Pod hlavní chrámovou lodí se nachází muzeum historie šíření islámu na území středního Povolží.

## Galerie

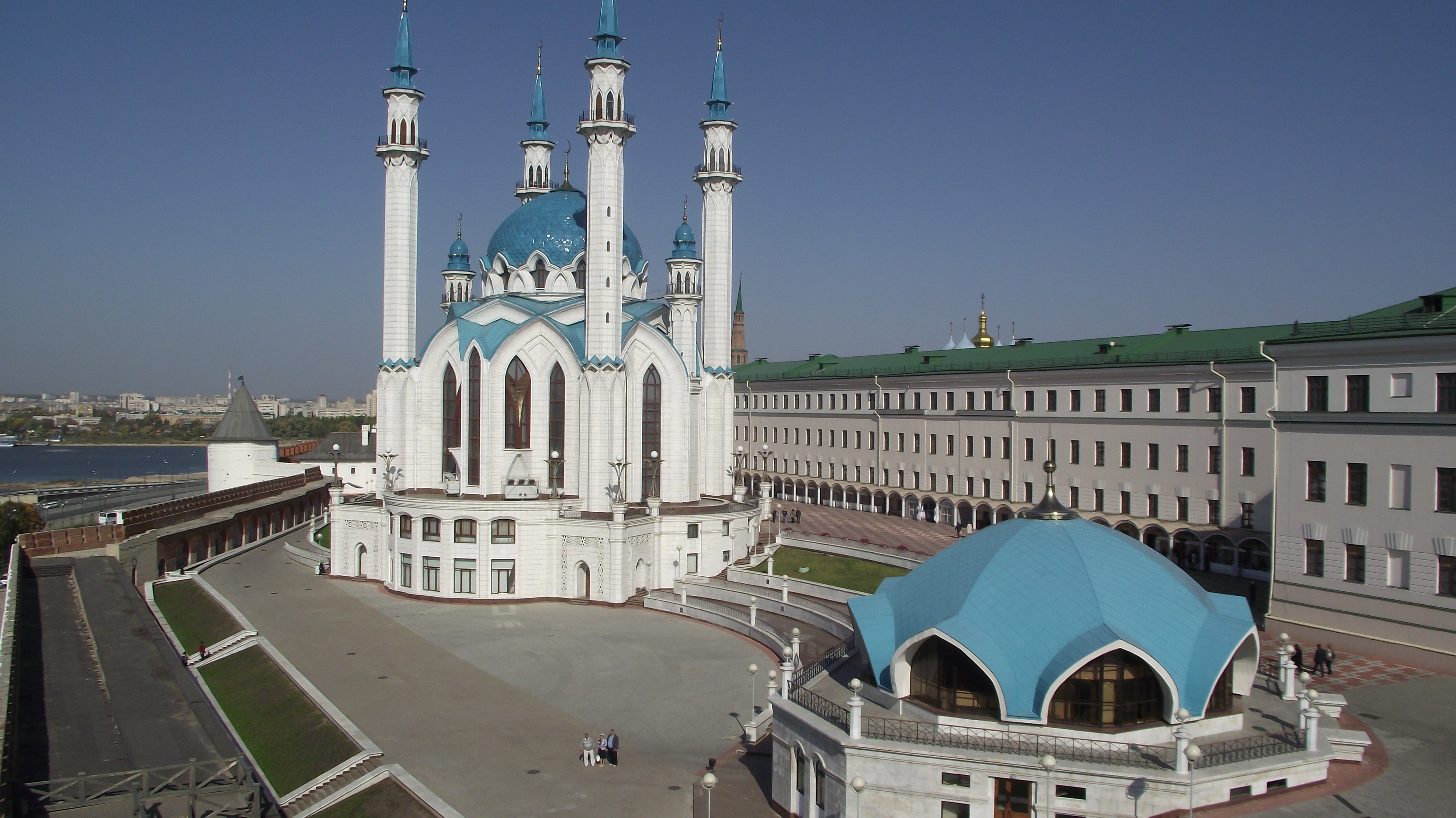
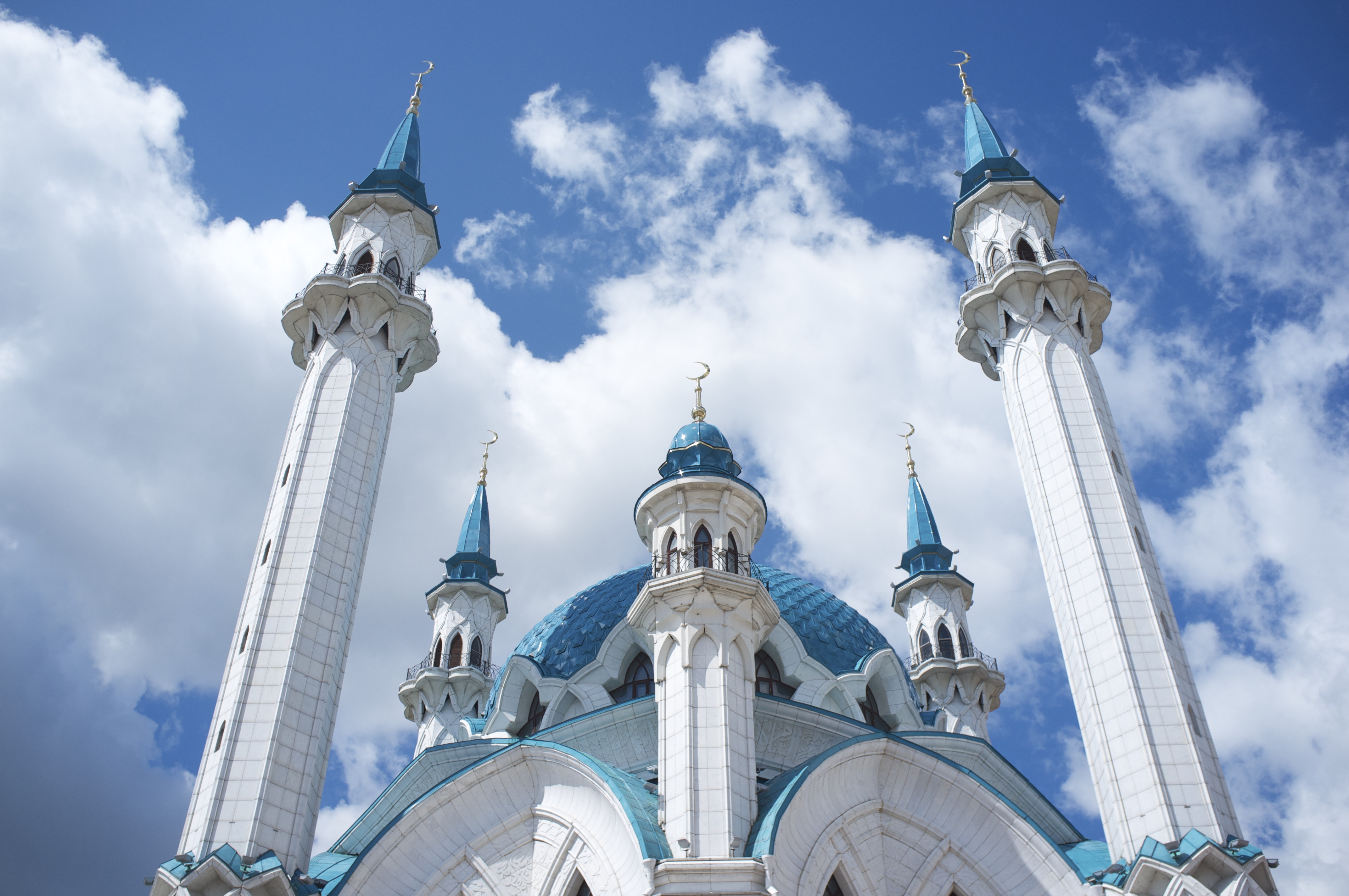
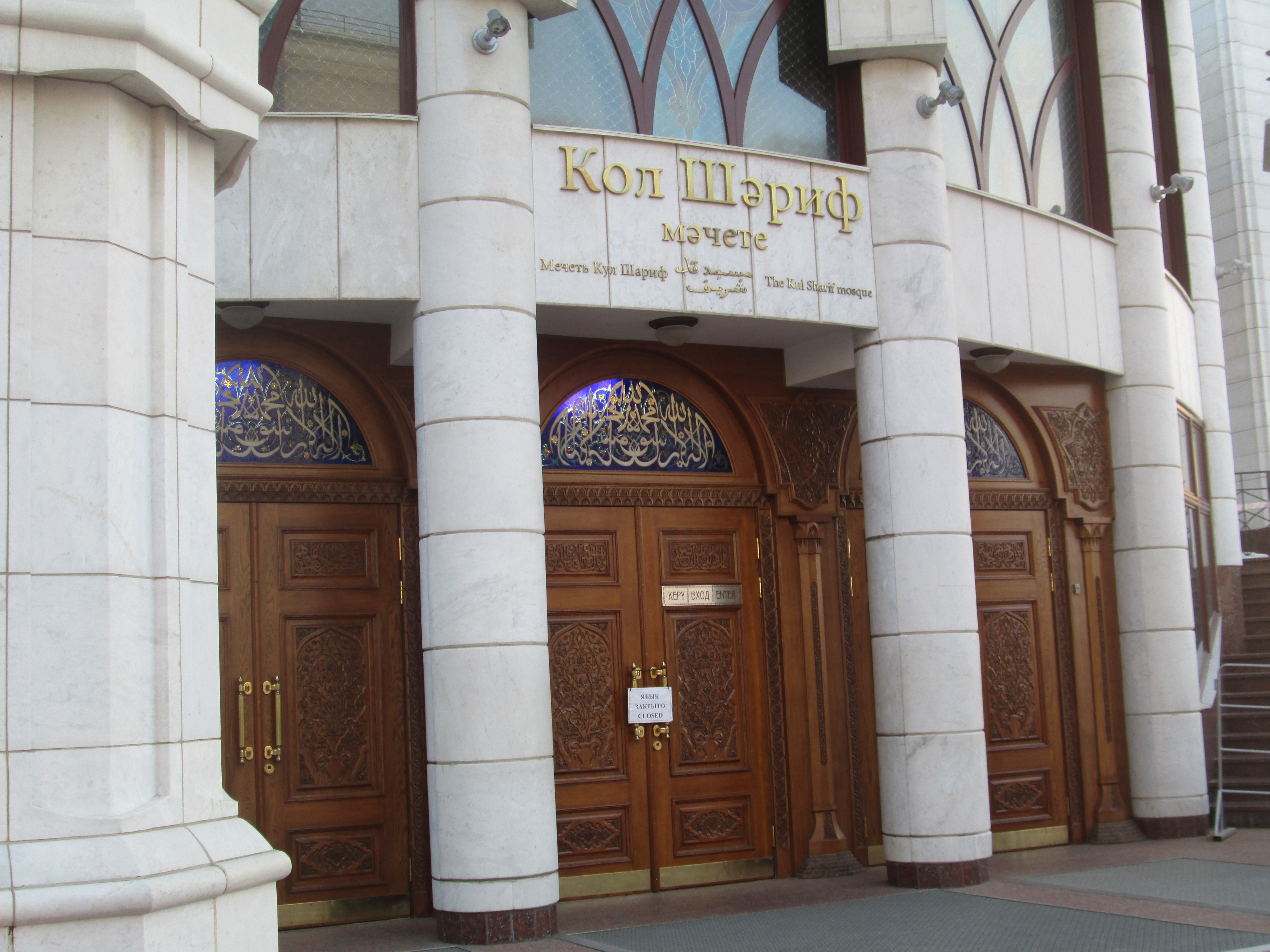
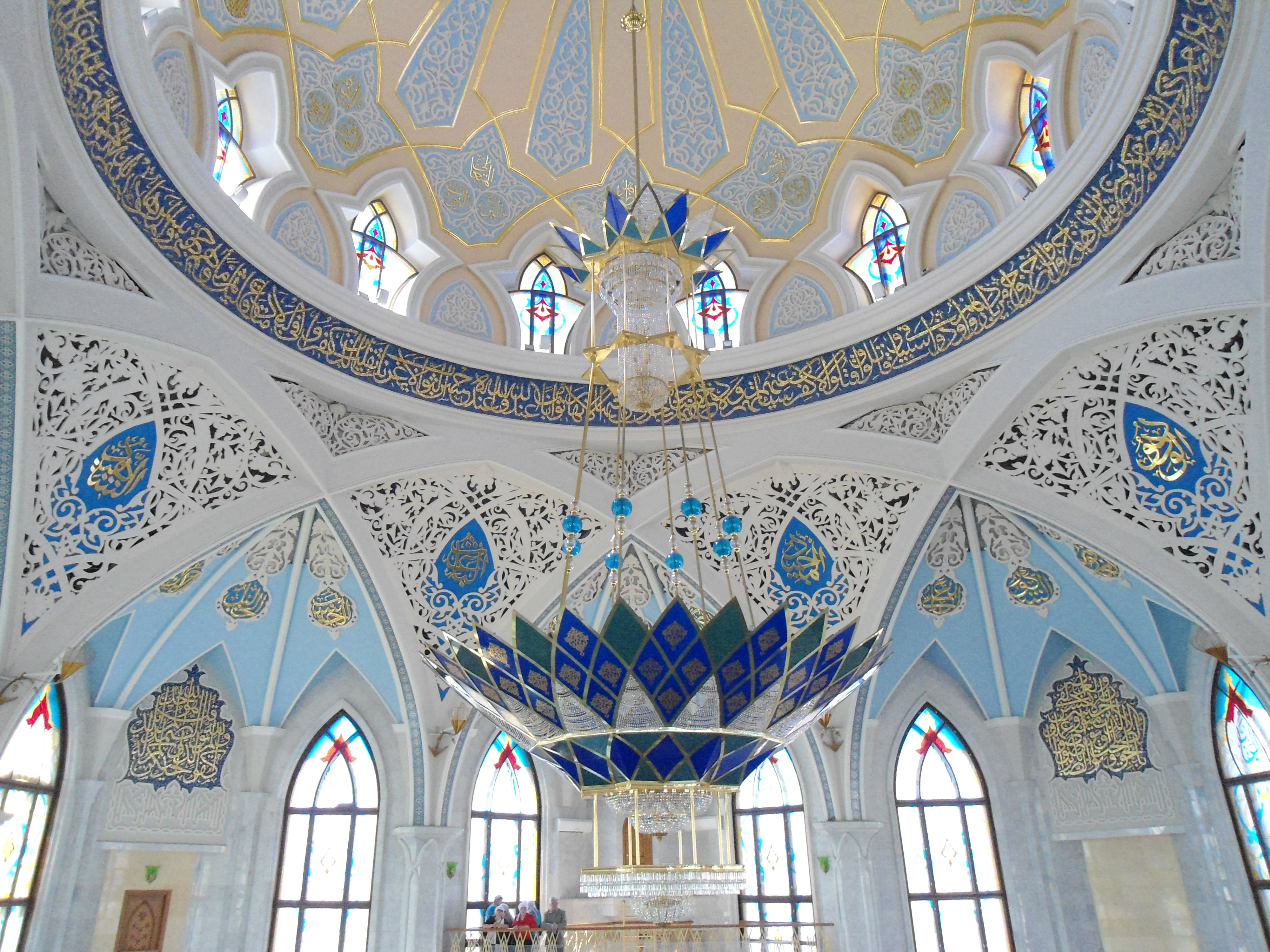
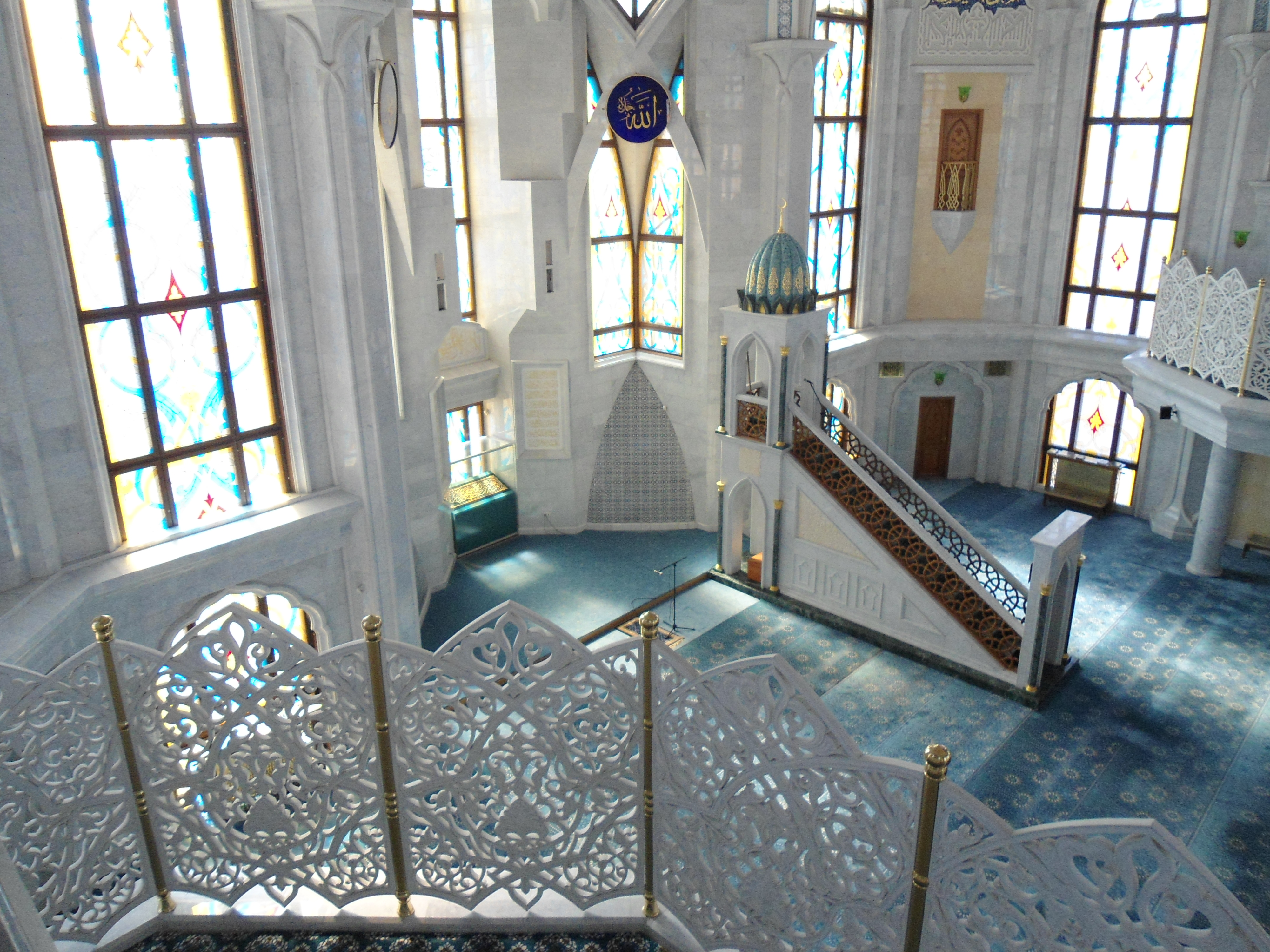
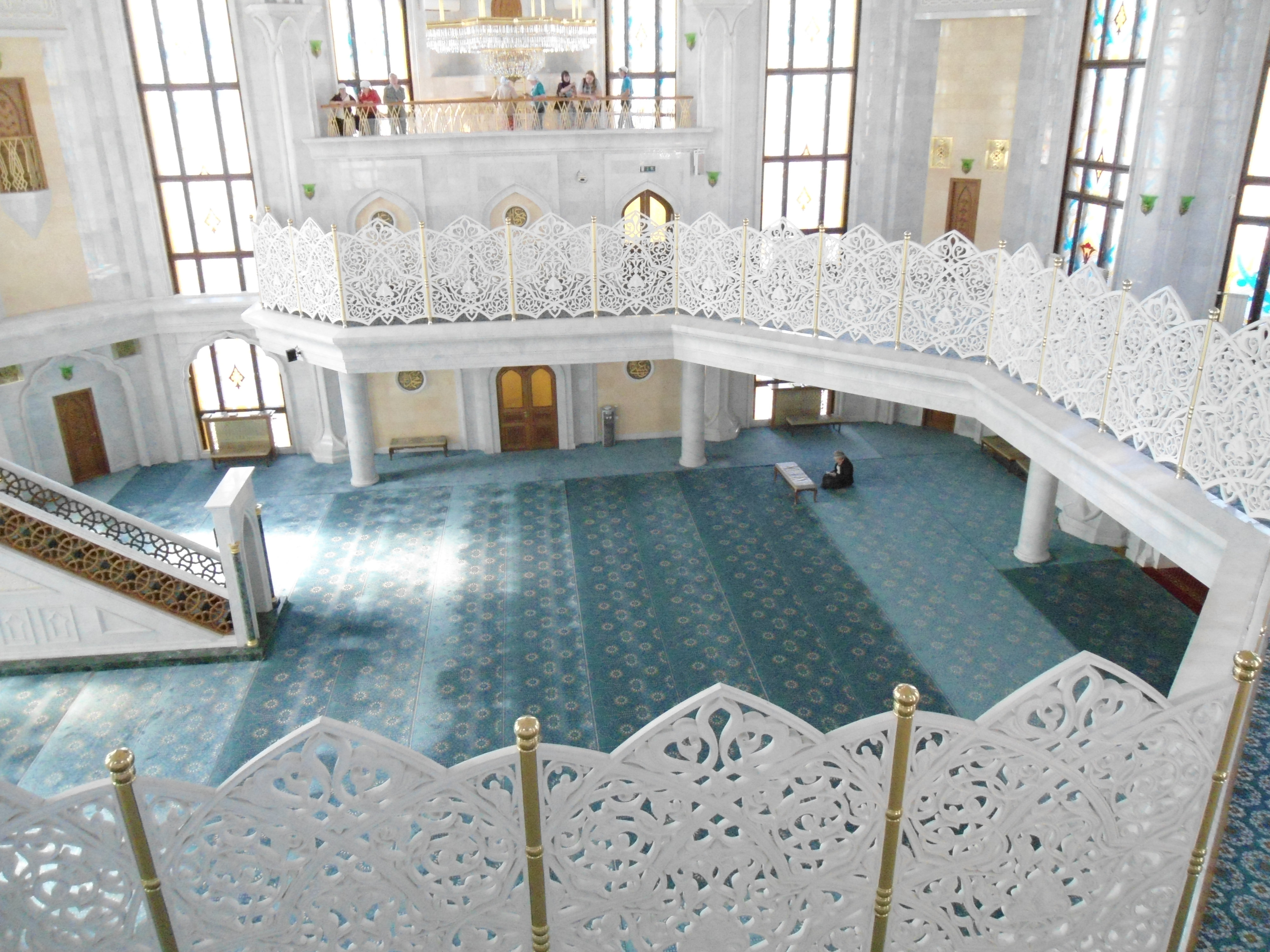
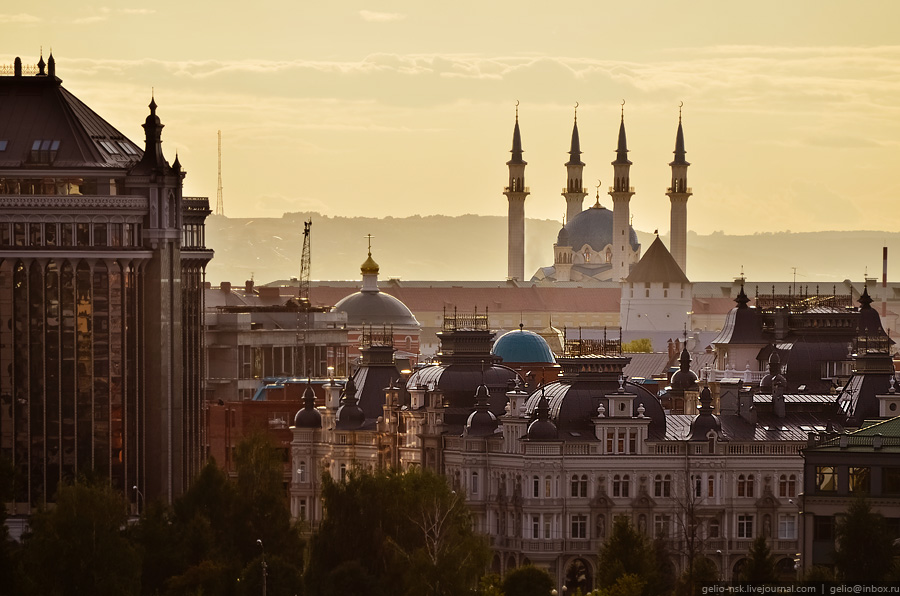